# 헬퍼스 하이
헬퍼스 하이(영어: Helper's High)란 정신의학적 용어로써 말그대로 도움을 주는 사람들의 기분이 좋아지는 현상이라고 볼 수 있다
이 용어는 미국의 내과의사 앨런 룩스(Allan luks)가 ‘선행의 치유력(2001)’라는 책에서 최초로 사용하였다. 실험결과에 따르면 대부분의 사람들이 남을 도우면서 혹은 돕고나서는 몸에서 신체적으로 정서적 포만감을 느끼게 되는데 이것이 인간의 신체에 몇 주간 긍정적 변화를 야기 시킨다는 것이다.단순히 정신적인 효과나 기분만이 그런 것이 아니라 신체적으로도 반응이 일어난다.